# Gottfried von Cremon
Gottfried von Cremon († 1300) war ein Lübecker Ratsherr.

## Leben
Das Adelsgeschlecht Cramon (auch Cremon oder Cremun geschrieben) wird mit dem Ritter Henricus de Cremun erstmals 1245 in Mecklenburg erwähnt.
Für die Zeit von 1281 bis 1300 ist ein Gottfried von Cremon als Ratsherr der Hansestadt Lübeck belegt. Im Jahre 1300 verkaufte er seinen Grundbesitz, bestehend aus dem Dorf Schattin sowie einer Hälfte der Dörfer Wulfsdorf, Blankensee und Beidendorf (alle heute Stadtteil Lübeck-St. Jürgen), an das Lübecker Johanniskloster. Seine Erben verkauften das Dorf Groß Mist für 375 Mark an das Ratzeburger Domkapitel.
Gottfried von Cremon bewohnte das Haus Dr.-Julius-Leber-Straße 16/18 (früher Johannisstraße) in Lübeck, das nach dem Ersten Weltkrieg dem Bau des Karstadt-Kaufhauses zum Opfer fiel.